# Liste öffentlicher Bücherschränke
Dies ist eine unvollständige Liste öffentlicher Bücherschränke. Aufgenommen werden Schränke oder ähnliche Behältnisse, die fest im öffentlichen Raum installiert sind, zusammen mit der aufstellenden Institution und den Schrankpaten.

## Deutschsprachiger Raum
Zum deutschsprachigen Raum siehe:

 Deutschland
 Österreich
 Schweiz

## Weitere Länder (Auswahl)
| Bild | Ausführung | Land       | Ort                     | Seit | Anmerkung | Lage                                                                           |
| ---- | --- | ---------- | ----------------------- | ---- | --- | ------------------------------------------------------------------------------ |
|      | Bücherschränkchen | Belgien    | Saint-Georges-sur-Meuse |      | Die Bücherbox („Boîte à livres“) befindet sich beim Haupteingang vom Centre culturel.                                                                  | ⊙ Rue Albert Ier 18, 4470 Saint-Georges-sur-Meuse                              |
|      | Container (ehemaliges Zollhäuschen) Metallkonstruktion | Frankreich | Apach                   |      | zugänglich 24 Std. | ⊙ öffentlicher Bücherschrank am Dreiländereck Frankreich-Deutschland-Luxemburg |
|      | Bücherschrank aus Holz | Frankreich | Bondues                 |      | Das jederzeit zugängliche Bücherschränkchen steht neben einer Parkbank.                                                                                | ⊙ gegenüber von 39 Chemin Saint-Georges, 59910 Bondues                         |
|      | Bücherschrank Metallkonstruktion | Frankreich | Canet-en-Roussillon     |      | zugänglich 24 Std. Gestiftet wahrscheinlich von der Kirche                                                                                             | ⊙ Durchgang zur Kirche in Canet-Plage                                          |
|      | Bücherschrank Aluminiumkonstruktion 2 m × 1,2 m × 0,55 m mit verschließbaren Glastüren                                                                         | Luxemburg  | Esch-sur-Alzette        | 2012 | Finanziert, entworfen (Jemp Gillen & Xavier Poos) und umgesetzt von der Gemeindeverwaltung Esch-sur-Alzette, täglich geöffnet von 9:00–18:00           | ⊙ Place de l’Hôtel de Ville                                                    |
|      | Holzschrank | Portugal   | Angra de Heroismo       |      | | ⊙ Stadtpark (Jardim Publico)                                                   |
|      | Telefonzelle | Portugal   | Ponta Delgada (Azoren)  |      | | ⊙ Largo da Matriz                                                              |
|      | Bücherregal | Portugal   | Ponta Delgada           |      | zugänglich während der Öffnungszeiten des Cafés | ⊙ Café im Hotel Do Colégio                                                     |
|      | Bücherschrank (schwedisch läskåp) Holzregal in der Bahnhofshalle                                                                                               | Schweden   | Trelleborg              |      | 24/7 zugänglich, mit Sitzbänken im Wartebereich | ⊙ Läskåp i trelleborg stationhus                                               |
|      | Bücherschrank Konstruktion aus Stahl, Stahlblech und Acrylglas                                                                                                 | Tschechien | Prag                    | 2012 | Finanziert und umgesetzt durch Verwaltungsbezirk Prag 6                                                                                                | ⊙ náměstí Svobody                                                              |
|      | Aquincumi KönyvMegálló; Grundkonstruktion aus Aluminium, Türfüllungen aus unzerbrechlichem Polycarbonat, Oberflächen pulverbeschichtet und einbrennlackiert    | Ungarn     | Óbuda-Békásmegyer       | 2012 | Entwickelt und realisiert von der Selbstverwaltung von Óbuda-Békásmegyer und der Bibliothek Platán, die sich um die Pflege des Bücherschranks kümmern. | ⊙ Római-tér                                                                    |
|      | Csillaghegyi KönyvMegálló; Grundkonstruktion aus Aluminium, Türfüllungen aus unzerbrechlichem Polycarbonat, Oberflächen pulverbeschichtet und einbrennlackiert | Ungarn     | Óbuda-Csillaghegy       | 2012 | Entwickelt und realisiert von der Selbstverwaltung von Óbuda-Békásmegyer und der Bibliothek Platán, die sich um die Pflege des Bücherschranks kümmern. | ⊙                                                                              |